# CS Unirea Ungheni
Clubul Sportiv Unirea Ungheni 2018, cunoscut mai bine sub numele de Unirea Ungheni, a fost o echipă de fotbal afiliată clubului sportiv omonim din orașul Ungheni, județul Mureș.
Echipa a promovat în vara anului 2024 în Liga a II-a pentru prima dată în istoria ei. În acel sezon, a reușit și calificarea în grupele Cupei României. Înainte de începerea sezonului 2025-2026, clubul și-a cedat dreptul de participare în Liga a II-a precum și tot lotul de jucători echipei ASA Târgu Mureș, încheindu-și astfel activitatea.

## Istoric
Unirea Ungheni a fost fondată în 1947 și a evoluat în mare parte în ligile regionale și județene. În sezonul 1992–93, Unirea a câștigat pentru prima dată Campionatul Județean Mureș. Însă echipa, condusă de antrenorul principal Carol Erős și de antrenorii secunzi Ștefan Szabó și Vasile Blaga II – toți trei foști componenți ai echipei ASA Târgu Mureș – nu a reușit să obțină promovarea în Divizia C, terminând sub primele șaisprezece echipe cu cele mai bune rezultate în clasament, după meciurile împotriva formației Industria Sârmei Câmpia Turzii (0–3 în deplasare și 4–0 acasă). Echipa a fost compusă din următorii jucători: portarii Ioan Bordaș și Zoltán Gyulai, fundașii Emil Olteanu, Emil Dobozi, Ștefan Szabó, Sorin Grama, Nicolae Bertea, Gheorghe Neagoe, Sorin Nistor, Gheorghe Botez, mijlocașii Marcel Țânțărean, Carol Erős, Vasile Blaga II, Ioan Nyárádi, Eugen Popa și atacanții Gheorghe Vasiu, Florin Dima, István Osváth și Ioan Costea.
În următoarele șapte sezoane, clubul a continuat să evolueze în Campionatul Județean, obținând următoarele clasări: locul 3 în 1993–94, locul 5 în 1994–95, locul 4 în 1995–96, locul 7 în 1996–97, locul 6 în 1997–98, locul 7 în 1998–99 și locul 5 în 1999–2000.
Unirea Ungheni a obținut prima promovare în Divizia C la sfârșitul sezonului 2000–01. Antrenată de Arpád Fazakas, echipa a câștigat Divizia D – Mureș și și-a asigurat promovarea după ce a învins pe Eciro Forest Telciu, câștigătoarea Diviziei D – Bistrița-Năsăud, cu scorul de 4–2, într-un meci decisiv de baraj disputat pe Stadionul Ion Moina din Cluj-Napoca. Lotul echipei a inclus jucători precum Zoltán Gyulai, Adrian Profir, Claudiu Popescu, Marius Florea, Cosmin Boitoș, Mihai Laurențiu, Augustin Ținteșan, Ioan Feșteu, Nicolae Bokor, Florin Suciu, Cornel Șerban, József Szávuly și Ioan Ötvös.
În primul sezon petrecut în eșalonul al treilea, Nireștenii, conduși de Fazakas în prima parte a campionatului și de Eduard Bota în a doua, au încheiat pe locul 9 în Seria a VII-a. Sezonul următor a adus un rezultat identic, Unirea terminând cu trei, respectiv șase puncte în fața rivalelor județene Avântul Reghin și ASA Târgu Mureș.
În sezonul 2003–04, Bota a fost înlocuit în pauza de iarnă de Lucian Popa, însă Unirea a reușit să obțină cel mai bun rezultat al acestei perioade, clasându-se pe locul 2 în Seria a IX-a, la 27 de puncte în urma liderului FC Sibiu.
În campionatul următor, Roș-albaștrii au terminat pe locul 10, evitând retrogradarea la doar două puncte. Totuși, sezonul următor s-a încheiat dezastruos, Unirea ocupând ultimul loc dintr-un total de 14 echipe în Seria a IX-a, cu o singură victorie și doar șapte puncte acumulate pe parcursul întregului campionat, ceea ce a dus la retrogradarea în divizia a patra.
În 2007, echipa de Liga a III-a ASA Maris Târgu Mureș a fost mutată la Ungheni, unde a fuzionat cu Unirea, formând noua entitate ASA Unirea Ungheni. Antrenată de Ioan Orosfăian pentru următorii cinci ani consecutivi, echipa a terminat sezonul 2007–08 pe locul 11 în Seria a VI-a. În sezoanele următoare, Unirea a înregistrat următoarele clasamente: locul 6 în 2008–09, locul 10 în 2009–10, locul 7 în 2010–11 și locul 9 în 2011–12. Din păcate, în 2012, dificultățile financiare au forțat clubul să se retragă din divizia a treia, ceea ce a dus la desființarea acestuia.

## Foști antrenori
- Florentin Petre (2023–2024)
- Eusebiu Tudor (2024–2025)

## Palmares
Liga a III-a
- Locul 2 (2) : 2022–23, 2023–24

Liga a IV-a – Județul Mureș
- Câștigătoare (3) : 1992–93, 2000-01, 2019–20

## Parcursul competițional
| Sezon   | Nivel | Divizie                     | Loc | Note     | Cupa României |
| ------- | ----- | --------------------------- | --- | -------- | ------------- |
| 2024–25 | 2     | Liga a II-a                 | 16  |          | Faza grupelor |
| 2023–24 | 3     | Liga a III-a (Seria a IX-a) | 2   | Promovat | Turul trei    |
| 2022–23 | 3     | Liga a III-a (Seria a IX-a) | 2   |          | Turul trei    |

| Sezon   | Nivel | Divizie                     | Loc   | Note     | Cupa României |
| ------- | ----- | --------------------------- | ----- | -------- | ------------- |
| 2021–22 | 3     | Liga a III-a (Seria a IX-a) | 3     |          | Turul trei    |
| 2020–21 | 3     | Liga a III-a (Seria a IX-a) | 5     |          | Turul doi     |
| 2019–20 | 4     | Liga a IV-a (MS)            | 1 (C) | Promovat | Turul trei    |